# Pseudoneureclipsis bheri
Pseudoneureclipsis bheri là một loài Trichoptera trong họ Dipseudopsidae. Chúng phân bố ở miền Ấn Độ - Mã Lai.